# Liberation Stadium
Liberation Stadium – wielofunkcyjny stadion w mieście Port Harcourt w Nigerii.
Najczęściej używany jest jako stadion piłkarski, a swoje mecze rozgrywa na nim drużyna Dolphins FC. Stadion może pomieścić 25 tysięcy widzów.